# Squalogadus modificatus
Squalogadus modificatus är en fiskart som beskrevs av Gilbert och Hubbs, 1916. Squalogadus modificatus ingår i släktet Squalogadus och familjen skolästfiskar. Inga underarter finns listade i Catalogue of Life.